# Sistema de Ahorro para Pensiones
El Sistema de Ahorro para Pensiones, en El Salvador, nació por el Decreto Legislativo 927, emitido a los 20 días del mes de diciembre de 1996. El Sistema se configura como sistema de capitalización individual y tiene por objetivo sustituir al antiguo sistema de reparto existentente en el país, que era administrado por el Instituto Nacional de Pensiones de los Empleados Públicos (INPEP) y por el Instituto Salvadoreño del Seguro Social (ISSS).
En México, el equivalente es el Sistema de Ahorro para el Retiro (SAR).
- Datos: Q6129730